# جنگ شوروی و لیتوانی
جنگ لیتوانی و شوروی یا جنگ لیتوانی و بلشویک‌ها (لیتوانیایی: karas su bolševikais) پس از جنگ جهانی اول میان دولت نوپای لیتوانی و جمهوری فدراتیو سوسیالیستی روسیه شوروی درگرفت. این بخشی از تهاجم بزرگتر شوروی به سمت غرب در سال‌های ۱۹۱۸–۱۹۱۹ بود. این تهاجم به دنبال عقب‌نشینی سربازان آلمانی انجام گرفت و هدف آن تشکیل جمهوری‌های شوروی در اوکراین، بلاروس، لیتوانی، لتونی، استونی، لهستان و پیوند با انقلاب ۱۹۱۹–۱۹۱۸ آلمان بود. تا پایان دسامبر ۱۹۱۸، نیروهای شوروی به مرز لیتوانی رسیدند. آن‌ها، عمدتاً بدون هیچ مقاومتی، شهرها را یکی پس از دیگری اشغال کردند و تا پایان ژانویه ۱۹۱۹ حدود دو سوم خاک لیتوانی را در کنترل خود داشتند. در فوریه، پیشروی شوروی توسط داوطلبان لیتوانیایی و آلمانی متوقف شد و مانع اشغال کاوناس، پایتخت موقت لیتوانی شدند. از آوریل ۱۹۱۹، جنگ لیتوانی به موازات جنگ شوروی و لهستان پیش رفت. لهستان بر خاک لیتوانی و به‌ویژه منطقه ویلنیوس ادعا داشت؛ این تنش‌ها منجر به جنگ لهستان و لیتوانی شد.
نورمن دیویس، مورخ بریتانیایی-لهستانی، وضعیت را اینگونه شرح داد: «ارتش آلمان از ملی‌گرایان لیتوانیایی حمایت می‌کرد، شوروی‌ها از کمونیست‌های لیتوانیایی حمایت می‌کردند و ارتش لهستان با همه آنها می‌جنگید.» در میانهٔ ماه مه، ارتش لیتوانی، که اکنون توسط سرلشکر سیلوستراس ژوکائوسکاس فرماندهی می‌شد، حمله‌ای را علیه شوروی در شمال شرقی لیتوانی آغاز کرد. تا میانه ژوئن، لیتوانیایی‌ها به مرز لتونی رسیدند و شوروی‌ها را در میان دریاچه‌ها و تپه‌های نزدیک زاراسیای محاصره کردند، جایی که شوروی‌ها تا پایان اوت ۱۹۱۹ در آن مقاومت کردند. شوروی‌ها و لیتوانیایی‌ها، که توسط رودخانه دائوگاوا از هم جدا شده بودند، جبهه‌های خود را تا نبرد دینبورگ در ژانویه ۱۹۲۰ حفظ کردند. در اوایل سپتامبر ۱۹۱۹، شوروی‌ها پیشنهاد مذاکره برای یک پیمان‌نامبی‌طرفیبی‌طرفیهٔ صلح را دادند، اما مذاکرات در ماه مه ۱۹۲۰ آغاز شد. معاهده صلح شوروی و لیتوانی در ۱۲ ژوئیه ۱۹۲۰ امضا شد. روسیه شوروی، لیتوانی مستقل را به‌طور کامل به رسمیت شناخت.

## پیشینه

نیروهای بلشویک به دنبال نیروهای آلمانی در حال عقب‌نشینی پیشروی می‌کنند (پیکان‌های سرخ). خط سرخ جبهه شوروی را در ژانویه ۱۹۱۹ نشان می‌دهد.

لیتوانی پس از آخرین تجزیه مشترک‌المنافع لهستان-لیتوانی در ۱۷۹۵ بخشی از امپراتوری روسیه شد. در طول جنگ جهانی اول، لیتوانی توسط آلمان اشغال و بخشی از اوبر اوست شد. در ۱۶ فوریه ۱۹۱۸، شورای لیتوانی هم از آلمان هم از روسیه اعلام استقلال کرد. سه هفته بعد، بلشویک‌های گرفتار در جنگ داخلی روسیه، با قدرت‌های مرکزی به دنبال صلخ بودند و پیمان برست-لیتوفسک را امضا کردند. آنها از ادعاهای روسیه در مورد فنلاند، استونی، لتونی، اوکراین، لیتوانی و لهستان صرف نظر کردند. با وجود این، آلمان به لیتوانی خودمختاری محدودی بخشید و آن‌ها حق تشکیل استقلال بالفعل نداشتند. هنگامی که آلمان در جنگ شکست خورد و آتش‌بس ۱۱ نوامبر ۱۹۱۸ را امضا کرد، این امر تغییر کرد. لیتوانی به زودی سازماندهی نهادهای اساسی را آغاز کرد و نخستین دولت خود را به رهبری آگوستیناس ولدماراس بنیان نهاد.
در ۱۳ نوامبر ۱۹۱۸، دولت روسیه شوروی پیمان برست-لیتوفسک که تضمین‌دهندهٔ استقلال لیتوانی بود را منحل کرد. ارتش غربی بلشویک سربازان در حال عقب‌نشینی آلمان را دنبال کرد و میان دو ارتش فاصله‌ای حدود ۱۰–۱۵ کیلومتر (۶٫۲–۹٫۳ مایل) حفظ می‌شد. سربازان سرخوردهٔ آلمانی معمولاً جنگ‌ابزار باارزش و دیگر تجهیزات را برای شوروی‌ها رها می‌کردند. شوروی‌ها به دنبال گسترش انقلاب جهانی پرولتری و بنیان‌گذاری جمهوری‌های شوروی در منطقه بدند. آن‌ها به کشورهای بالتیک به چشم دروازه یا پلی به اروپای غربی می‌نگریدند، جایی که می‌توانستند به انقلاب‌های آلمان و مجارستان بپیوندند. تا دسامبر ۱۹۱۸، نیروهای بلشویک به لیتوانی خاوری رسیدند.

## طرف‌های مقابل

### دولت لیتوانی
آگوستیناس ولدماراس، نخستین نخست‌وزیر لیتوانی، بر این باور بود که تشکیل ارتش در اولویت نیست و حامی بی‌طرفی لیتوانی بود. او اطمینان داشت که مزدوران آلمانی تا زمان برقراری صلح در کنفرانس صلح پاریس که در پیش بود، از لیتوانی محافظت خواهند کرد. ساکنان محلی، واحدهای دفاع شخصی را برای دفاع از خود در برابر آلمانی‌های در حال عقب‌نشینی سازماندهی کردند. نخستین قوانین دربارهٔ ارتش تا ۲۳ نوامبر ۱۹۱۸ صادر نشدند. برخی لیتوانیایی‌ها که در جنگ جهانی اول در ارتش روسیه خدمت کردند، به لیتوانی برگشتند و در کاوناس، گاردیناس و الیتاس گردان‌های نظامی تشکیل دادند. آنها فاقد اسلحه، مهمات و افسرها بودند.
در پایان دسامبر، با حضور بلشویک‌ها در کشور، لیتوانی بدون رهبر ماند. آگوستیناس ولدماراس، آنتاناس اسمتونا، رئیس شورای لیتوانی و مارتیناس یچاس، وزیر دارایی، برای درخواست کمک مالی به آلمان رفتند. ژنرال کیپریوناس کوندراتاویچیوس معاون وزیر دفاع، پیشنهاد عقب‌نشینی به گاردیناس را داد و از فرماندهی دفاع لیتوانی خودداری کرد. نخستین کابینهٔ وزیران در ۲۶ دسامبر ۱۹۱۸ استعفا دادند. میکولاس اسلژویچیوس دولت تازه‌ای تشکیل داد. در ۲۹ دسامبر، او نخستین فراخوان عمومی را به چهار زبان منتشر کرد و خواهان داوطلبان برای ارتش لیتوانی شد.

### داوطلبان ساکسون

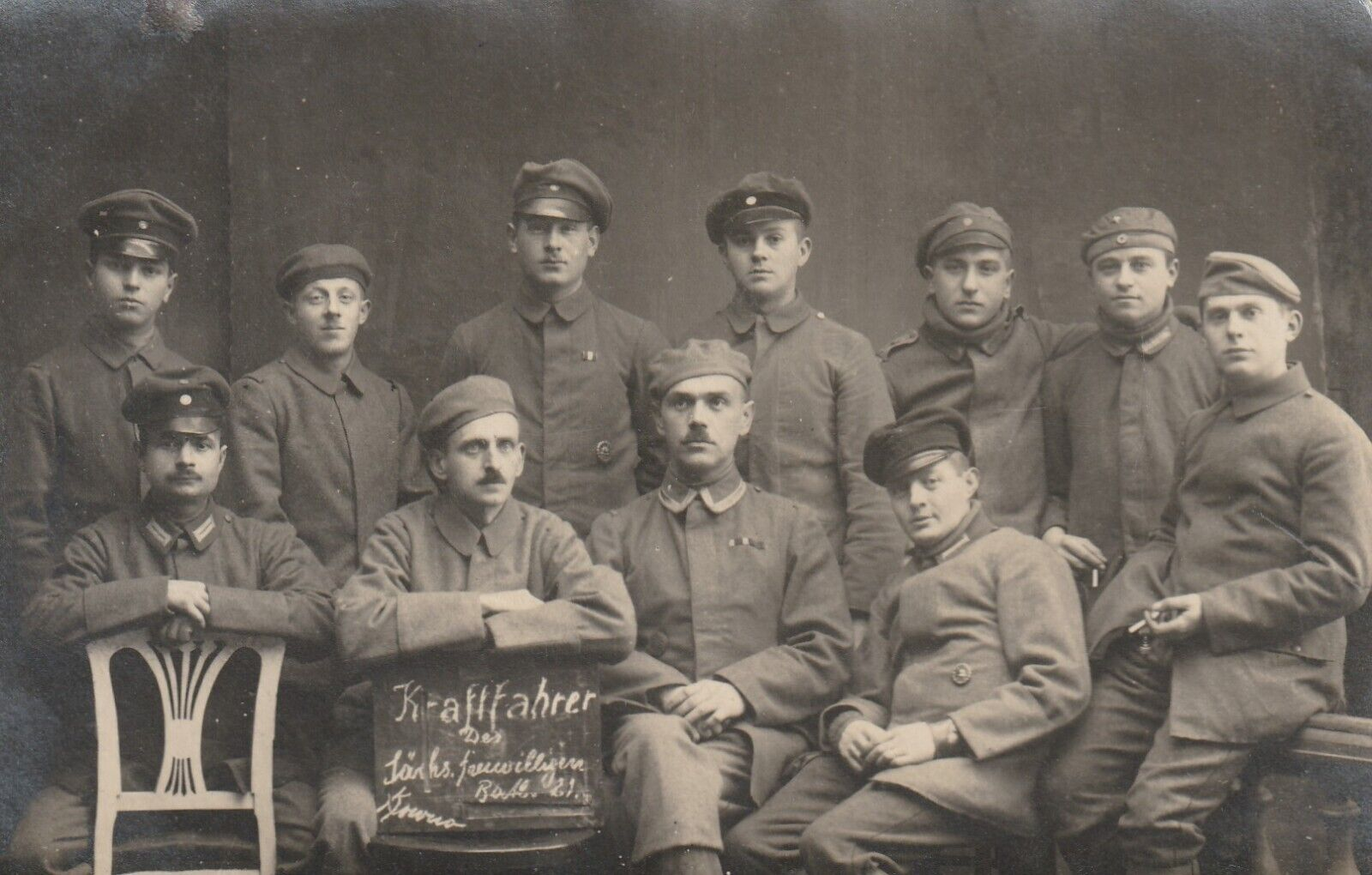
داوطلبان ساکسون. هنگ هجدهم، گردان بیست و یکم. کاوناس، ۲۳ ژانویه ۱۹۱۹.

در برلین، اسموتنا و یچاس یک قرارداد به ارزش ۱۰۰ میلیون مارک با آلمان امضا کردند. از این پول عمدتاً برای ساخت و تجهیز ارتش استفاده شد. ماده ۱۲ آتش‌بس کومپین، آلمان را ملزم به حفاظت از لیتوانی در برابر حملات احتمالی لیتوانی می‌دانست اما آلمان همچنین به حفظ نفوذ خود در منطقه و ناتوان‌سازی روسیه علاقه‌مند بود. ابتدا آن‌ها تلاش کردند با سربازان در حال عقب‌نشینی از ارتش دهم آلمان به رهبری اریش فون فالکنهاین، داوطلبان را سازماندهی کنند. با وجود این، سربازان خسته بودند و روحیه‌شان را از دست داده بودند و می‌خواستند در زودترین زمان ممکن به خانه برگردند. سربازگیری در آلمان و به‌ویژه در زاکسن ادامه یافت. به داوطلبان ماهانه ۳۰ مارک و افزون بر آن ۵ مارک برای هر روز داده می‌شد و باید برای سه ماه نام‌نویسی می‌کردند. نخستین داوطلبان ساکسون، در آغاز ژانویه به کاوناس رسیدند اما شمار کمی از آنان برای انجام وظیفه نامناسب شناخته شدند و برگردانده شدند. تا پایان ژانویه، شمار داوطلبان آلمانی ۴٬۰۰۰ تن بود. آن‌ها غیرقابل‌اعتماد بودند، زیرا انقلاب آلمان مردم‌پسندی جرگه اسپارتاکوس و آرمان‌های شوروی رو افزایش داد. چندین تلاش برای کودتا علیه دولت لیتوانی صورت گرفت. این داوطلبان در کاوناس و اطراف آن از جمله الیتاس، یوناوا، کداینیای و بایسوگالا مستقر بودند.

### دولت شوروی
در ۸ دسامبر ۱۹۱۸، یک دولت انقلابی از اعضای حزب کمونیست لیتوانی به ریاست وینکاس میکویچیوس-کاپسوکاس تشکیل شد. در ۱۶ دسامبر، دولت انقلابی تأسیس جمهوری سوسیالیستی شوروی لیتوانی را اعلام کرد. بین ۳۱ دسامبر ۱۹۱۸ و ۱ ژانویه ۱۹۱۹، پادگان آلمان از ویلنیوس عقب‌نشینی کرد و برخلاف درخواست‌های دولت لیتوانی، اختیار شهر را به یک کمیته محلی لهستانی واگذار کرد. نیروهای دفاع از خود لیتوانی و بلاروس که خود را با لهستان متحد کرده بودند، این پست‌ها را به دست گرفتند. دولت لیتوانی به کاوناس، پایتخت موقت لیتوانی، عقب‌نشینی کرد. در ۵ ژانویه ۱۹۱۹، ویلنیوس پس از یک نبرد پنج روزه با دسته‌های شبه‌نظامی لهستانی به رهبری ژنرال ولادیسلاو ویتکو، توسط شوروی‌ها تصرف شد. کاپسوکاس و دولتش در ۷ ژانویه از دوگوپیلس به ویلنیوس رسیدند. در ۲۷ فوریه، جمهوری سوسیالیستی شوروی لیتوانی در جمهوری سوسیالیستی لیتوانی-بلاروس یا «لیتبِل» ادغام شد.

## پیمان صلح

پیشروی نیروهای شوروی (پیکان‌های قرمز) علیه نیروهای لهستانی در ژوئن-اوت ۱۹۲۰

نخستین تلاش لیتوانی و شوروی برای مذاکره در ۱۱ سپتامبر ۱۹۱۹، پس از آنکه کمیسار خلق امور خارجه روسیه شوروی، گئورگی چیچرین، یادداشتی حاوی پیشنهاد پیمان صلح ارسال کرد، صورت گرفت. با این حال، لیتوانی مذاکرات را به تأخیر انداخت زیرا بیم داشت که مذاکرات با روسیه کمونیست که از سیاست اروپا منزوی شده بود، به روابطش با قدرت‌های متفقین که هنوز لیتوانی را به رسمیت نشناخته بودند، آسیب برساند. مذاکرات تنها در ماه مه ۱۹۲۰ آغاز شد و به شدت تحت تأثیر وقایع جنگ شوروی و لهستان قرار گرفت. پیمان صلح شوروی و لیتوانی در ۱۲ ژوئیه منعقد شد. روسیه استقلال لیتوانی و حق آن بر منطقه ویلنیوس را به رسمیت شناخت. در عوض، لیتوانی به نیروهای شوروی اجازه حرکت نامحدود در طول جنگ علیه لهستان را داد. این امر بی‌طرفی اعلام شده لیتوانی را به خطر انداخت و بحران میان لهستان و لیتوانی را عمیق‌تر کرد.
در ۱۴ ژوئیه ۱۹۲۰، شوروی‌ها ویلنیوس را اشغال کردند اما شهر را طبق توافق‌نامه صلح به دولت لیتوانی واگذار نکردند. در عوض، شوروی‌ها کودتایی را برای سرنگونی دولت لیتوانی و بنیان‌گذاری جمهوری شوروی برنامه‌ریزی کردند. با این حال، شوروی‌ها در نبرد ورشو شکست خوردند و به‌دست لهستانی‌ها به عقب رانده شدند. برخی از مورخان این پیروزی را عامل نجات استقلال لیتوانی از کودتای شوروی می‌دانند. در ۲۶ اوت، ارتش سرخ ویلنیوس را ترک کرد و لیتوانیایی‌ها آماده دفاع از مرزهای خود شدند. از آنجایی که لهستان این پیمان را به رسمیت نشناخت، این امر منجر به خصومت‌های بیشتر شد. در نهایت، لیتوانی منطقه ویلنیوس را در جریان شورش ژلیگوفسکی به لهستان واگذار کرد. هنگامی که میانجیگری جامعه ملل نتوانست وضعیت را تغییر دهد، لیتوانی و لهستان تا زمان اولتیماتوم لهستان در سال ۱۹۳۸ در وضعیت «نه جنگ، نه صلح» به حالت تعلیق درآمدند. در تمام این مدت، روسیه شوروی به قوی‌ترین متحد لیتوانی علیه لهستان تبدیل شد.

## کتابشناسی
- Ališauskas, Kazys (1953–1966), "Lietuvos kariuomenė (1918–1944)", Lietuvių enciklopedija (به لیتوانیایی), vol. XV, Boston, Massachusetts: Lietuvių enciklopedijos leidykla, LCCN 55020366
- Blaževičius, Kazys (November 24, 2004), "Lietuvos laisvės kovos 1919-1923 metais", XXI amžius (به لیتوانیایی), 88 (1291)
- Čekutis, Ričardas; Žygelis, Dalius (January 29, 2007), Laisvės kryžkelės. 1918–1920 m. laisvės kovos (به لیتوانیایی), Bernardinai.lt, retrieved 2008-08-25
- Čepėnas, Pranas (1986), Naujųjų laikų Lietuvos istorija (به لیتوانیایی), vol. II, Chicago: Dr. Griniaus fondas, ISBN 5-89957-012-1
- Davies, Norman (1998), Europe: A History, HarperPerennial, ISBN 0-06-097468-0
- Davies, Norman (1982), God's Playground: A History of Poland, vol. II, Columbia University Press, ISBN 0-231-05353-3
- Eidintas, Alfonsas; Žalys, Vytautas; Senn, Alfred Erich (1999), Lithuania in European Politics: The Years of the First Republic, 1918–1940 (Paperback ed.), New York: St. Martin's Press, ISBN 0-312-22458-3
- Jēkabsons, Ēriks (2006), -1392-6489.V_21.PG_41-66/DS.002.0.01.ARTIC "Lietuvos kariuomenė Ilūkstės apskrityje 1919–1920 metais", Karo Archyvas (به لیتوانیایی), XXI, ISSN 1392-6489 {{citation}}: Check |url= value (help)
- Kamuntavičius, Rūstis; Kamuntavičienė, Vaida; Civinskas, Remigijus; Antanaitis, Kastytis (2001), Lietuvos istorija 11–12 klasėms (به لیتوانیایی), Vilnius: Vaga, ISBN 5-415-01502-7
- Lane, Thomas (2001), Lithuania: Stepping Westward (به لیتوانیایی), Routledge, ISBN 0-415-26731-5
- Langstrom, Tarja (2003), Transformation in Russia and International Law, Martinus Nijhoff Publishers, ISBN 90-04-13754-8
- Lesčius, Vytautas (2004), Lietuvos kariuomenė nepriklausomybės kovose 1918–1920, Lietuvos kariuomenės istorija (به لیتوانیایی), Vilnius: General Jonas Žemaitis Military Academy of Lithuania, ISBN 9955-423-23-4, archived from the original (PDF) on 2 January 2015
- Łossowski, Piotr (1966), Stosunki polsko-litewskie w latach 1918–1920 (به لهستانی), Warsaw: Książka i Wiedza, OCLC 9200888
- MacQueen, Michael (1998), "The Context of Mass Destruction: Agents and Prerequisites of the Holocaust in Lithuania", Holocaust and Genocide Studies, 12 (1): 27–48, doi:10.1093/hgs/12.1.27, archived from the original on 2007-03-10
- Raštikis, Stasys (February 1973), "Kovos dėl Lietuvos nepriklausomybės 1918–1919", Aidai (به لیتوانیایی), 2, ISSN 0002-208X
- Rauch, Georg von (1970), The Baltic States: The Years of Independence, University of California Press, ISBN 0-520-02600-4
- Senn, Alfred Erich (September 1962), "The Formation of the Lithuanian Foreign Office, 1918–1921", Slavic Review, 3 (21): 500–507, doi:10.2307/3000451, ISSN 0037-6779, JSTOR 3000451, S2CID 156378406
- Skirius, Juozas (2002a), "Lietuvos–Rusijos Sovietų Federacinės Socialistinės Respublikos taikos sutartis", Gimtoji istorija. Nuo 7 iki 12 klasės (به لیتوانیایی), Vilnius: Elektroninės leidybos namai, ISBN 9986-9216-9-4, archived from the original on 2008-03-03, retrieved 2008-03-30
- Skirius, Juozas (2002b), "Nepriklausomybės kovos 1918–1920 metais", Gimtoji istorija. Nuo 7 iki 12 klasės (به لیتوانیایی), Vilnius: Elektroninės leidybos namai, ISBN 9986-9216-9-4, archived from the original on 2008-03-03, retrieved 2008-08-26
- Snyder, Timothy (2004), The Reconstruction of Nations: Poland, Ukraine, Lithuania, Belarus, 1569–1999, Yale University Press, ISBN 0-300-10586-X
- Truska, Liudas (1995),  Drilinga, Antanas (ed.), Lietuvos Respublikos prezidentai (به لیتوانیایی), Vilnius: Valstybės leidybos centras, ISBN 9986-09-055-5
- White, James D. (1994), "National Communism and World Revolution: The Political Consequences of German Military Withdrawal from the Baltic Area in 1918–19", Europe-Asia Studies, 8 (46), ISSN 0966-8136